# Lucifuga subterranea
Lucifuga subterranea é uma espécie de peixe da família Bythitidae.
É endémica de Cuba.